# Отогуро Такуто
Отогуро Такуто (яп. 乙黒 拓斗; нар. 13 грудня 1998, Фуефукі, префектура Яманасі, регіон Тюбу) — японський борець вільного стилю, чемпіон світу, дворазовий чемпіон Азії, бронзовий призер Кубку світу, чемпіон Олімпійських ігор.

## Життєпис
На нього вплинули його батько та старший брат. Батько Отогуро Масая був борцем на національному рівні в Японії. Його старший брат Кейсуке неодноразово вигравав медалі на чемпіонатах Азії та світу у молодших вікових групах, став чемпіоном Японії у 2019 році та виступив за збірну у вільній боротьбі на чемпіонаті світу 2018 року в Будапешті, Угорщина. Спочатку Такуто грав у футбол, але вирішив зосередитися на боротьбі, побачивши, як його старший брат виграв медаль на змаганнях.
Навчався в Елітарній академії, яку організовував Олімпійський комітет Японії.
У 2013 році став бронзовим призером чемпіонату світу серед кадетів. Наступного року став чемпіоном Азії серед кадетів, а ще через рік — чемпіоном світу серед кадетів.
У 2018 році успішно дебютував у першій збірній, ставши чемпіоном світу у віці 19 років і 313 днів. Він став наймолодшим японським борцем вільного стилю серед чоловіків, які здобували золото чемпіонатів світу. На чемпіонаті світу 2019 року посів п'яте місце, що дозволило отримати ліцензію на участь в літніх Олімпійських іграх 2020 року в Токіо. Його брат Кейсуке теж виступить на цій Олімпіаді у ваговій категорії до 74 кг. У 2020 та 2021 виграв чемпіонати Азії.
На літніх Олімпійських іграх 2020 року в Токіо на шляху до фіналу переміг Тумур-Очіра Тулгу з Монголії (6:3), Ісмаїла Мусукаєва з Угорщини (4:1) та Гаджимурада Рашидова з Росії (3:2). У вирішальному поєдинку зустрівся з Гаджі Алієвим з Азербайджану і теж переміг з рахуном 5:4, отримавши золоту олімпійську медаль.
Вивчає право в Яманаському університеті.

## Спортивні результати на міжнародних змаганнях

### Виступи на Олімпіадах
| Змагання                    | Збірна | Вагова категорія          | Місце  |
| --------------------------- | ------ | ------------------------- | ------ |
| Літні Олімпійські ігри 2020 | Японія | вільна боротьба, до 65 кг | Золото |

### Виступи на Чемпіонатах світу
| Змагання                        | Збірна | Вагова категорія          | Місце  |
| ------------------------------- | ------ | ------------------------- | ------ |
| Чемпіонат світу з боротьби 2018 | Японія | вільна боротьба, до 65 кг | Золото |
| Чемпіонат світу з боротьби 2019 | Японія | вільна боротьба, до 65 кг | 5      |

### Виступи на Чемпіонатах Азії
| Змагання                       | Збірна | Вагова категорія          | Місце  |
| ------------------------------ | ------ | ------------------------- | ------ |
| Чемпіонат Азії з боротьби 2020 | Японія | вільна боротьба, до 65 кг | Золото |
| Чемпіонат Азії з боротьби 2021 | Японія | вільна боротьба, до 65 кг | Золото |

### Виступи на Кубках світу
| Змагання                    | Збірна | Вагова категорія | Місце  |
| --------------------------- | ------ | ---------------- | ------ |
| Кубок світу з боротьби 2018 | Японія | команда          | Бронза |
| Кубок світу з боротьби 2019 | Японія | команда          | 4      |

### Виступи на інших змаганнях
| Змагання                                                 | Збірна | Вагова категорія          | Місце  |
| -------------------------------------------------------- | ------ | ------------------------- | ------ |
| Всеяпонський відкритий чемпіонат з вільної боротьби 2018 | Японія | вільна боротьба, до 65 кг | Золото |
| Чемпіонат Японії з вільної боротьби 2018                 | Японія | вільна боротьба, до 65 кг | Золото |
| Чемпіонат Японії з вільної боротьби 2019                 | Японія | вільна боротьба, до 65 кг | Золото |

### Виступи на змаганнях молодших вікових груп
| Змагання                                      | Збірна | Вагова категорія          | Місце  |
| --------------------------------------------- | ------ | ------------------------- | ------ |
| Чемпіонат світу з боротьби серед кадетів 2013 | Японія | вільна боротьба, до 46 кг | Бронза |
| Чемпіонат Азії з боротьби серед кадетів 2014  | Японія | вільна боротьба, до 50 кг | Золото |
| Чемпіонат світу з боротьби серед кадетів 2014 | Японія | вільна боротьба, до 50 кг | 11     |
| Чемпіонат світу з боротьби серед кадетів 2015 | Японія | вільна боротьба, до 54 кг | Золото |